# 野田朱美
野田 朱美（のだ あけみ、1969年10月13日 - ）は、東京都狛江市出身の元女子サッカー選手、解説者、サッカー指導者。

## 略歴
中学3年生だった1984年、当時日本最年少で日本女子選抜（後の日本女子代表）に選出された。
日本女子サッカーリーグ（JLSL→L・リーグ）では読売サッカークラブ女子・ベレーザの中心選手としてリーグの4連覇に貢献、1990年にはリーグMVP、得点王の個人タイトルも獲得した。
1995年から2年間は宝塚バニーズSCでプレーした。
1995年6月7日、スウェーデンで開催されたFIFA女子ワールドカップ1次リーグの対ブラジル戦において2得点。女子W杯史上、日本の初得点および初勝利に貢献した。
1996年、女子サッカーが初めてオリンピックの種目として採用されたアトランタオリンピックでは背番号10番を背負い主将として出場し、予選リーグのドイツ戦では一時は同点となるゴールを記録した。
1996年に引退後はプロゴルファーを目指し、研修生を経てアメリカのフロリダで3年間のゴルフ留学をしたが断念した。
2008年7月には日本サッカー協会（JFA）特任理事に就任。2010年7月の役員改選において、綾部美知枝と入れ替わる形で理事に昇格した。
2010年11月、日テレ・ベレーザの監督に就任。
2012年6月のJFA役員改選において理事を退き再び特任理事となった。
2014年4月、日本サッカー協会の女子委員長に女性として初めて就任。
2014年9月11日、女性では4人目となるJFA 公認S級コーチを取得した。
2016年5月、伊賀フットボールクラブくノ一の監督に就任。
2019年、ノジマステラ神奈川相模原の監督を務める。
2020年、群馬FCホワイトスターの監督兼ゼネラルマネージャーに就任した。
2021年11月22日、バニーズ群馬FCホワイトスターの監督退任、同年12月30日に2022年シーズンからオルカ鴨川FCの監督に就任することが発表された。
2023年、なでしこ1部リーグにおいてオルカ鴨川FCを初優勝に導き、優勝監督賞を受賞した。2023シーズン限りで監督を退任することが発表された。

## 1995 FIFA女子ワールドカップ
出典: 

1995年6月7日にスウェーデンで開催されたFIFA女子ワールドカップ 1次リーグ グループA 第2試合 ブラジル戦において、FWプレチーニャの前半7分の得点で1点リードされた前半13分に、DF大部由美からのパスを野田が頭で合わせてゴール、1対1の同点とした。これは女子W杯史上における日本の初得点である。さらに前半終了直前の45分、センターからのクリアボールに反応し、飛び出したGKに抱きつかれながら頭でゴールに押し込んで2点目を上げた。そのまま試合は2対1で終了し、野田は女子W杯史上における日本の初勝利に貢献した。

## 個人成績
| 国内大会個人成績 | 国内大会個人成績                     | 国内大会個人成績 | 国内大会個人成績 | 国内大会個人成績 | 国内大会個人成績 | 国内大会個人成績 | 国内大会個人成績 | 国内大会個人成績 | 国内大会個人成績 | 国内大会個人成績 | 国内大会個人成績 |
| 年度             | クラブ                               | 背番号           | リーグ           | リーグ戦         | リーグ戦         | リーグ杯         | リーグ杯         | オープン杯       | オープン杯       | 期間通算         | 期間通算         |
| 年度             | クラブ                               | 背番号           | リーグ           | 出場             | 得点             | 出場             | 得点             | 出場             | 得点             | 出場             | 得点             |
| 日本             | 日本                                 | 日本             | 日本             | リーグ戦         | リーグ戦         | リーグ杯         | リーグ杯         | 皇后杯           | 皇后杯           | 期間通算         | 期間通算         |
| ---------------- | ------------------------------------ | ---------------- | ---------------- | ---------------- | ---------------- | ---------------- | ---------------- | ---------------- | ---------------- | ---------------- | ---------------- |
| 1989             | 読売サッカークラブ女子・ベレーザ     | 11               | JLSL             | 10               | 2                | -                | -                |                  |                  |                  |                  |
| 1990             | 読売サッカークラブ女子・ベレーザ     | 8                | JLSL             | 15               | 16               | -                | -                |                  |                  |                  |                  |
| 1991             | 読売サッカークラブ女子・ベレーザ     | 8                | JLSL             | 17               | 19               | -                | -                |                  |                  |                  |                  |
| 1992             | 読売日本サッカークラブ女子ベレーザ   | 10               | JLSL             | 17               | 10               | -                | -                |                  |                  |                  |                  |
| 1993             | 読売日本サッカークラブ女子ベレーザ   | 10               | JLSL             | 15               | 3                | -                | -                |                  |                  |                  |                  |
| 1994             | 読売西友ベレーザ                     | 7                | L・リーグ        | 18               | 19               | -                | -                |                  |                  |                  |                  |
| 1995             | 宝塚バニーズレディースサッカークラブ | 10               | L・リーグ        | 18               | 5                | -                | -                |                  |                  |                  |                  |
| 1996             | 宝塚バニーズレディースサッカークラブ | 10               | L・リーグ        | 17               | 1                |                  |                  |                  |                  |                  |                  |
| 通算             | 日本                                 | 日本             | 1部              | 127              | 75               |                  |                  |                  |                  |                  |                  |
| 総通算           | 総通算                               | 総通算           | 総通算           | 127              | 75               |                  |                  |                  |                  |                  |                  |

### 代表
- 1984年10月17日 - 日本女子代表初出場 -  イタリア戦 (中国・西安)
- 1986年1月26日 - 日本女子代表初得点 -  インド戦 (インドネシア・ジャカルタ)

#### 主な出場歴
- 1990年 第11回アジア競技大会 (北京) 銀メダル
- 1991年 1991 AFC女子選手権 (福岡) 2位
- 1991年 第1回女子世界選手権 (中国) 出場
- 1994年 第12回アジア競技大会 (広島) 銀メダル、MVP
- 1995年 第2回FIFA女子世界選手権 (スウェーデン大会) ベスト8 (日本人初ゴール・ ブラジル戦)
- 1996年 アトランタオリンピック (代表キャプテン)

#### 試合数
出典
| 日本代表 | 国際Aマッチ | 国際Aマッチ |
| 年       | 出場        | 得点        |
| -------- | ----------- | ----------- |
| 1984     | 1           | 0           |
| 1986     | 12          | 2           |
| 1987     | 4           | 0           |
| 1988     | 3           | 0           |
| 1989     | 7           | 1           |
| 1990     | 7           | 2           |
| 1991     | 13          | 7           |
| 1993     | 4           | 0           |
| 1994     | 6           | 3           |
| 1995     | 9           | 8           |
| 1996     | 10          | 1           |
| 通算     | 76          | 24          |

#### 出場試合
| #  | 開催日         | 開催都市                 | スタジアム                     | 対戦国                 | 結果         | 監督     | 大会                    |
| -- | -------------- | ------------------------ | ------------------------------ | ---------------------- | ------------ | -------- | ----------------------- |
| 1  | 1984年10月17日 | 西安                     |                                | イタリア               | ● 0-6        | 折井孝男 | 西安招待                |
| 2  | 1986年1月21日  | ジャカルタ               |                                | インド                 | ● 0-1        | 鈴木良平 | スハルト大統領夫人杯    |
| 3  | 1986年1月26日  | ジャカルタ               |                                | インド                 | ○ 7-0        | 鈴木良平 | スハルト大統領夫人杯    |
| 4  | 1986年3月7日   | 東京                     | 国立西が丘サッカー場           | チャイニーズタイペイ   | ● 0-2        | 鈴木良平 | 国際親善試合            |
| 5  | 1986年7月19日  | ジェソロ                 |                                | イタリア               | ● 1-5        | 鈴木良平 | イタリア国際大会        |
| 6  | 1986年7月21日  | ジェソロ                 |                                | メキシコ               | ○ 3-0        | 鈴木良平 | イタリア国際大会        |
| 7  | 1986年7月25日  | ジェソロ                 |                                | アメリカ合衆国         | ● 1-3        | 鈴木良平 | イタリア国際大会        |
| 8  | 1986年9月18日  | 東京                     | 国立西が丘サッカー場           | イタリア               | ● 1-2        | 鈴木良平 | SEIYU CUP               |
| 9  | 1986年9月23日  | 東京                     | 国立霞ヶ丘競技場陸上競技場     | イタリア               | ● 2-3        | 鈴木良平 | SEIYU CUP               |
| 10 | 1986年12月14日 | 香港                     |                                | 中国                   | ● 0-2        | 鈴木良平 | アジア選手権            |
| 11 | 1986年12月18日 | 香港                     |                                | マレーシア             | ○ 10-0       | 鈴木良平 | アジア選手権            |
| 12 | 1986年12月21日 | 香港                     |                                | タイ                   | ○ 4-0        | 鈴木良平 | アジア選手権            |
| 13 | 1986年12月23日 | 香港                     |                                | 中国                   | ● 0-2        | 鈴木良平 | アジア選手権            |
| 14 | 1987年8月4日   | 台北                     |                                | チャイニーズタイペイ   | ● 1-3        | 鈴木良平 | 国際親善試合            |
| 15 | 1987年8月9日   | 高雄                     |                                | チャイニーズタイペイ   | ● 1-2        | 鈴木良平 | 国際親善試合            |
| 16 | 1987年12月12日 | 台北                     |                                | アメリカ合衆国         | ● 0-1        | 鈴木良平 | 中華杯世界大会          |
| 17 | 1987年12月15日 | 高雄                     |                                | 香港                   | ○ 5-0        | 鈴木良平 | 中華杯世界大会          |
| 18 | 1988年6月1日   | 広州                     |                                | アメリカ合衆国         | ● 2-5        | 鈴木良平 | 広州国際大会            |
| 19 | 1988年6月3日   | 広州                     |                                | チェコスロバキア       | ● 1-2        | 鈴木良平 | 広州国際大会            |
| 20 | 1988年6月5日   | 広州                     |                                | スウェーデン           | ● 0-3        | 鈴木良平 | 広州国際大会            |
| 21 | 1989年1月12日  | アモイ                   |                                | フィンランド           | ● 0-1        | 鈴木良平 | アモイ国際大会          |
| 22 | 1989年1月14日  | アモイ                   |                                | フィリピン             | ○ 13-0       | 鈴木良平 | アモイ国際大会          |
| 23 | 1989年1月16日  | アモイ                   |                                | 中国                   | ● 0-4        | 鈴木良平 | アモイ国際大会          |
| 24 | 1989年12月22日 | 香港                     |                                | 香港                   | ○ 3-0        | 鈴木保   | アジア選手権            |
| 25 | 1989年12月24日 | 香港                     |                                | 香港                   | ○ 14-0       | 鈴木保   | アジア選手権            |
| 26 | 1989年12月26日 | 香港                     |                                | チャイニーズタイペイ   | ● 0-1        | 鈴木保   | アジア選手権            |
| 27 | 1989年12月29日 | 香港                     |                                | 香港                   | ○ 9-0        | 鈴木保   | アジア選手権            |
| 28 | 1990年9月6日   | ソウル                   |                                | 韓国                   | ○ 13-1       | 鈴木保   | 国際親善試合            |
| 29 | 1990年9月9日   | 釜山                     |                                | 韓国                   | ○ 5-0        | 鈴木保   | 国際親善試合            |
| 30 | 1990年9月27日  | 北京                     |                                | 中国                   | ● 0-5        | 鈴木保   | 第11回アジア競技大会    |
| 31 | 1990年9月29日  | 北京                     |                                | 韓国                   | ○ 8-1        | 鈴木保   | 第11回アジア競技大会    |
| 32 | 1990年10月1日  | 北京                     |                                | 香港                   | ○ 5-0        | 鈴木保   | 第11回アジア競技大会    |
| 33 | 1990年10月3日  | 北京                     |                                | チャイニーズタイペイ   | ○ 3-1        | 鈴木保   | 第11回アジア競技大会    |
| 34 | 1990年10月6日  | 北京                     |                                | 朝鮮民主主義人民共和国 | △ 1-1        | 鈴木保   | 第11回アジア競技大会    |
| 35 | 1991年4月1日   | ヴァルナ                 |                                | フランス               | ● 1-3        | 鈴木保   | ヴァルナ国際大会        |
| 36 | 1991年4月3日   | ヴァルナ                 |                                | スウェーデン           | △ 2-2        | 鈴木保   | ヴァルナ国際大会        |
| 37 | 1991年4月5日   | ヴァルナ                 |                                | ハンガリー             | ○ 2-0        | 鈴木保   | ヴァルナ国際大会        |
| 38 | 1991年5月26日  | 福岡                     | 平和台陸上競技場               | 朝鮮民主主義人民共和国 | ○ 1-0        | 鈴木保   | アジア選手権            |
| 39 | 1991年5月28日  | 福岡                     | 平和台陸上競技場               | 香港                   | ○ 4-1        | 鈴木保   | アジア選手権            |
| 40 | 1991年6月1日   | 春日                     | 福岡県営春日公園               | マレーシア             | ○ 12-0       | 鈴木保   | アジア選手権            |
| 41 | 1991年6月3日   | 福岡                     | 平和台陸上競技場               | シンガポール           | ○ 10-0       | 鈴木保   | アジア選手権            |
| 42 | 1991年6月6日   | 福岡                     | 東平尾公園博多の森陸上競技場   | チャイニーズタイペイ   | △ 0-0(PK5-4) | 鈴木保   | アジア選手権            |
| 43 | 1991年6月8日   | 福岡                     | 東平尾公園博多の森陸上競技場   | 中国                   | ● 0-5        | 鈴木保   | アジア選手権            |
| 44 | 1991年8月21日  | 大連                     |                                | 中国                   | △ 0-0        | 鈴木保   | 国際親善試合            |
| 45 | 1991年11月17日 | 仏山                     |                                | ブラジル               | ● 0-1        | 鈴木保   | 第1回女子世界選手権     |
| 46 | 1991年11月19日 | 仏山                     |                                | スウェーデン           | ● 0-8        | 鈴木保   | 第1回女子世界選手権     |
| 47 | 1991年11月21日 | 仏山                     |                                | アメリカ合衆国         | ● 0-3        | 鈴木保   | 第1回女子世界選手権     |
| 48 | 1993年12月4日  | クチン                   |                                | チャイニーズタイペイ   | ○ 6-1        | 鈴木保   | アジア選手権            |
| 49 | 1993年12月8日  | クチン                   |                                | 香港                   | ○ 4-0        | 鈴木保   | アジア選手権            |
| 50 | 1993年12月10日 | クチン                   |                                | 中国                   | ● 1-3        | 鈴木保   | アジア選手権            |
| 51 | 1993年12月12日 | クチン                   |                                | チャイニーズタイペイ   | ○ 3-0        | 鈴木保   | アジア選手権            |
| 52 | 1994年8月20日  | ドブニッツア             |                                | スロバキア             | ○ 2-0        | 鈴木保   | スロバキア国際大会      |
| 53 | 1994年9月27日  | 東京                     | 国立霞ヶ丘競技場陸上競技場     | オーストラリア         | △ 2-2        | 鈴木保   | 国際親善試合            |
| 54 | 1994年10月4日  | 福山                     | 福山市竹ヶ端運動公園陸上競技場 | 韓国                   | ○ 5-0        | 鈴木保   | アジア大会              |
| 55 | 1994年10月6日  | 福山                     | 福山市竹ヶ端運動公園陸上競技場 | チャイニーズタイペイ   | ○ 3-0        | 鈴木保   | アジア大会              |
| 56 | 1994年10月10日 | 福山                     | 福山市竹ヶ端運動公園陸上競技場 | 中国                   | △ 1-1        | 鈴木保   | アジア大会              |
| 57 | 1994年10月12日 | 福山                     | 福山市竹ヶ端運動公園陸上競技場 | 中国                   | ● 0-2        | 鈴木保   | アジア大会              |
| 58 | 1995年5月5日   | 東京                     | 国立西が丘サッカー場           | カナダ                 | ○ 1-0(延長V) | 鈴木保   | ICE BOX CUP             |
| 59 | 1995年6月5日   | カールスタード           |                                | ドイツ                 | ● 0-1        | 鈴木保   | 第2回FIFA女子世界選手権 |
| 60 | 1995年6月7日   | カールスタード           |                                | ブラジル               | ○ 2-1        | 鈴木保   | 第2回FIFA女子世界選手権 |
| 61 | 1995年6月9日   | ベルテルオース           |                                | スウェーデン           | ● 0-2        | 鈴木保   | 第2回FIFA女子世界選手権 |
| 62 | 1995年6月13日  | イエブレ                 |                                | アメリカ合衆国         | ● 0-4        | 鈴木保   | 第2回FIFA女子世界選手権 |
| 63 | 1995年9月22日  | コタ・キナバル           |                                | 韓国                   | ○ 1-0        | 鈴木保   | アジア選手権            |
| 64 | 1995年9月27日  | コタ・キナバル           |                                | ウズベキスタン         | ○ 17-0       | 鈴木保   | アジア選手権            |
| 65 | 1995年9月30日  | コタ・キナバル           |                                | チャイニーズタイペイ   | ○ 3-0        | 鈴木保   | アジア選手権            |
| 66 | 1995年10月2日  | コタ・キナバル           |                                | 中国                   | ● 0-2        | 鈴木保   | アジア選手権            |
| 67 | 1996年5月11日  | サーレム                 |                                | 中国                   | ● 0-3        | 鈴木保   | US女子カップ            |
| 68 | 1996年5月16日  | ホットボロー             |                                | アメリカ合衆国         | ● 0-4        | 鈴木保   | US女子カップ            |
| 69 | 1996年5月18日  | ワシントン               |                                | カナダ                 | △ 0-0(PK4-3) | 鈴木保   | US女子カップ            |
| 70 | 1996年5月26日  | 東京                     | 国立霞ヶ丘競技場陸上競技場     | デンマーク             | △ 1-1        | 鈴木保   | 国際親善試合            |
| 71 | 1996年5月29日  | 福岡                     | 東平尾公園博多の森球技場       | デンマーク             | ● 3-4        | 鈴木保   | 国際親善試合            |
| 72 | 1996年7月10日  | フォート・ローダーデール |                                | オーストラリア         | △ 2-2        | 鈴木保   | 国際親善試合            |
| 73 | 1996年7月15日  | フォート・ローダーデール |                                | スウェーデン           | ● 1-3        | 鈴木保   | 国際親善試合            |
| 74 | 1996年7月21日  | バーミングハム           |                                | ドイツ                 | ● 2-3        | 鈴木保   | アトランタオリンピック  |
| 75 | 1996年7月23日  | バーミングハム           |                                | ブラジル               | ● 0-2        | 鈴木保   | アトランタオリンピック  |
| 76 | 1996年7月25日  | ワシントン               |                                | ノルウェー             | ● 0-4        | 鈴木保   | アトランタオリンピック  |

### ゴール
| #  | 開催日         | 開催都市       | スタジアム | 対戦国               | 結果   | 監督     | 大会                         | 出典 |
| -- | -------------- | -------------- | ---------- | -------------------- | ------ | -------- | ---------------------------- | ---- |
| 1  | 1986年1月26日  | ジャカルタ     |            | インド               | ○ 7-0  | 鈴木良平 | スハルト大統領夫人杯         |      |
| 2  | 1986年12月21日 | 香港           |            | タイ                 | ○ 4-0  | 鈴木良平 | 1986 AFC女子選手権           |      |
| 3  | 1989年12月22日 | 香港           |            | 香港                 | ○ 3-0  | 鈴木保   | 1989 AFC女子選手権           |      |
| 4  | 1990年9月9日   | 釜山           |            | 韓国                 | ○ 5-0  | 鈴木保   | 国際親善試合                 |      |
| 5  | 1990年9月29日  | 北京           |            | 韓国                 | ○ 8-1  | 鈴木保   | 1990年アジア競技大会         |      |
| 6  | 1991年4月1日   | ヴァルナ       |            | フランス             | ● 1-3  | 鈴木保   | 第４回ヴァルナ国際女子大会   |      |
| 7  | 1991年4月3日   | ヴァルナ       |            | スウェーデン         | △ 1-1  | 鈴木保   | 第４回ヴァルナ国際女子大会   |      |
| 8  | 1991年6月1日   | 福岡           |            | マレーシア           | ○ 12-0 | 鈴木保   | 1991 AFC女子選手権           |      |
| 9  | 1991年6月1日   | 福岡           |            | マレーシア           | ○ 12-0 | 鈴木保   | 1991 AFC女子選手権           |      |
| 10 | 1991年6月1日   | 福岡           |            | マレーシア           | ○ 12-0 | 鈴木保   | 1991 AFC女子選手権           |      |
| 11 | 1991年6月3日   | 福岡           |            | シンガポール         | ○ 10-0 | 鈴木保   | 1991 AFC女子選手権           |      |
| 12 | 1991年6月3日   | 福岡           |            | シンガポール         | ○ 10-0 | 鈴木保   | 1991 AFC女子選手権           |      |
| 13 | 1994年9月27日  | 東京           |            | オーストラリア       | △ 2-2  | 鈴木保   | 1994年アジア競技大会壮行試合 |      |
| 14 | 1994年10月4日  | 福山           |            | 韓国                 | ○ 5-0  | 鈴木保   | 1994年アジア競技大会         |      |
| 15 | 1994年10月6日  | 福山           |            | チャイニーズタイペイ | ○ 3-0  | 鈴木保   | 1994年アジア競技大会         |      |
| 16 | 1995年6月7日   | カールスタード |            | ブラジル             | ○ 2-1  | 鈴木保   | 1995 FIFA女子ワールドカップ  |      |
| 17 | 1995年6月7日   | カールスタード |            | ブラジル             | ○ 2-1  | 鈴木保   | 1995 FIFA女子ワールドカップ  |      |
| 18 | 1995年9月22日  | コタ・キナバル |            | 韓国                 | ○ 1-0  | 鈴木保   | 1995 AFC女子選手権           |      |
| 19 | 1995年9月27日  | コタ・キナバル |            | ウズベキスタン       | ○ 17-0 | 鈴木保   | 1995 AFC女子選手権           |      |
| 20 | 1995年9月27日  | コタ・キナバル |            | ウズベキスタン       | ○ 17-0 | 鈴木保   | 1995 AFC女子選手権           |      |
| 21 | 1995年9月27日  | コタ・キナバル |            | ウズベキスタン       | ○ 17-0 | 鈴木保   | 1995 AFC女子選手権           |      |
| 22 | 1995年9月27日  | コタ・キナバル |            | ウズベキスタン       | ○ 17-0 | 鈴木保   | 1995 AFC女子選手権           |      |
| 23 | 1995年9月30日  | コタ・キナバル |            | チャイニーズタイペイ | ○ 3-0  | 鈴木保   | 1995 AFC女子選手権           |      |
| 24 | 1996年7月21日  | バーミングハム |            | ドイツ               | ● 2-3  | 鈴木保   | 1996年アトランタオリンピック |      |

## タイトル

### クラブ
- 読売サッカークラブ女子・ベレーザ / 読売日本サッカークラブ女子ベレーザ / 読売西友ベレーザ
  - 日本女子サッカーリーグ: 4回 (1990年、1991年、1992年、1993年)
  - 皇后杯全日本女子サッカー選手権大会: 2回 (1989年、1994年)

### 個人
- 日本女子サッカーリーグ
  - 最優秀選手(MVP): 1回 (1990年)
  - 得点王: 1回 (1990年)
  - ベストイレブン: 6回 (1989年、1990年、1991年、1992年、1993年、1994年)
  - 優勝監督賞: 1回 (2023年)

## 脚註
1. 1 2  JOC
2. 1 2  プロフィール 野田朱美株式会社ソル・スポーツマネージメント、2016年5月21日閲覧。
3. ↑  新春対談 野田朱美さん・矢野市長狛江市公式HP、2016年5月21日閲覧。
4. 1 2  日本放送協会『女子 1995年 1次リーグ ブラジル-日本 - FIFAワールドカップ 伝説の試合ノーカット』。2024年5月8日閲覧。
5. ↑  日本の五輪史 1996年アトランタ大会 - 女子代表ニッカンスポーツ.2016年5月21日閲覧。
6. ↑  MATCH REPORT GERMANY-JAPANOlympic Football Tournaments Atlanta 1996 - Women.1996.7.21、2016年5月21日閲覧。
7. 1 2  【なでしこジャパン】元10番・野田朱美監督の新たなる挑戦JSPORTS.2011.5.8、2016年5月21日閲覧。
8. ↑  日テレ・ベレーザ　野田朱美監督　ロングインタビュー Vol.1Tokyo Issue、2016年5月21日閲覧。
9. 1 2  女子サッカー“育成と発展”に尽力する現場のいま ～女子中学生のスポーツ環境～笹川スポーツ財団、2016年5月21日閲覧。
10. ↑  女子委員長に野田朱美氏　ＪＦＡ　女性が初就任スポニチアネックス.2014.4.26、2016年5月21日閲覧。
11. ↑  野田朱美氏らにS級認定…女性は通算4人目ゲキサカ.2014.4.29、2016年5月21日閲覧。
12. ↑  “野田新監督就任について”. 伊賀フットボールクラブくノ一. (2016年5月16日) 2016年5月17日閲覧。
13. ↑  女子サッカー群馬ホワイトスター　監督に元日本代表の野田朱美氏上毛新聞.2020.1.1、2020年1月1日閲覧
14. ↑  “バニーズ群馬FCホワイトスター｜お知らせ”. whitestar-sportsclub.com (2021年11月22日). 2021年12月30日閲覧。
15. ↑  オルカ鴨川FC (2021年12月30日). “野田朱美氏 監督就任のお知らせ”. オルカ鴨川FC. 2021年12月30日閲覧。
16. ↑  “2023プレナスなでしこリーグ表彰式 受賞者一覧”. 日本女子サッカーリーグ オフィシャルサイト (2023年10月25日). 2023年11月25日閲覧。
17. ↑  “なでしこリーグＭＶＰ、優勝のオルカ鴨川ＦＷ鈴木陽…野田朱美監督は「怒ってばかり」だったイレブンたたえる”. スポーツ報知 (2023年10月25日). 2023年11月25日閲覧。
18. ↑  “野田朱美監督 退任のお知らせ – オルカ鴨川FCオフィシャルサイト”.   オルカ鴨川FCオフィシャルサイト (2023年11月21日). 2023年11月25日閲覧。
19. ↑  日本サッカー協会